# خط طول 26° غرب
خط طول 26° غرب هو أحد خطوط الطول الجغرافية، والتي تمتد من القطب الشمالي الجغرافي إلى القطب الجنوبي الجغرافي، وحسب التحويل الزمني يتأخر خط طول 26° غرب عن خط غرينتش بـ1 ساعات و44 دقيقة.

## من القطب إلى القطب
ينطلق خط طول 26° غرب من القطب الشمالي نحو القطب الجنوبي مرورا بالمناطق التي ترد في الجدول التالي:
| الإحداثيات                         | البلد أو الإقليم أو البحر | ملاحظات |
| ---------------------------------- | ------------------------- | --- |
| 90°0′N 26°0′W / 90.000°N 26.000°W  | المحيط المتجمد الشمالي    | |
| 83°21′N 26°0′W / 83.350°N 26.000°W | جرينلاند                  | Northern Peary Land |
| 83°14′N 26°0′W / 83.233°N 26.000°W | Frederick E. Hyde Fjord   | |
| 83°8′N 26°0′W / 83.133°N 26.000°W  | جرينلاند                  | Southern Peary Land |
| 82°10′N 26°0′W / 82.167°N 26.000°W | Independence Fjord        | |
| 82°1′N 26°0′W / 82.017°N 26.000°W  | جرينلاند                  | |
| 81°36′N 26°0′W / 81.600°N 26.000°W | Hagen Fjord               | |
| 81°29′N 26°0′W / 81.483°N 26.000°W | جرينلاند                  | Mainland and the island of جزيرة ميلن لاند [لغات أخرى]‏ |
| 70°32′N 26°0′W / 70.533°N 26.000°W | Scoresby Sund             | |
| 70°16′N 26°0′W / 70.267°N 26.000°W | جرينلاند                  | |
| 68°47′N 26°0′W / 68.783°N 26.000°W | المحيط الأطلسي            | Passing just west of جزيرة ساو ميغيل, الأزور, البرتغال (at 37°51′N 25°51′W / 37.850°N 25.850°W) · Passing just east of Saunders Island, جورجيا الجنوبية وجزر ساندويتش الجنوبية (at 57°47′S 26°20′W / 57.783°S 26.333°W) · Passing just east of Montagu Island, جورجيا الجنوبية وجزر ساندويتش الجنوبية (at 58°28′S 26°13′W / 58.467°S 26.217°W) |
| 60°0′S 26°0′W / 60.000°S 26.000°W  | المحيط الجنوبي            | |
| 75°23′S 26°0′W / 75.383°S 26.000°W | القارة القطبية الجنوبية   | المطالب الإقليمية بالقارة القطبية الجنوبية by both الأرجنتين (المقاطعة الأرجنتينية بالقارة القطبية الجنوبية) and المملكة المتحدة (المقاطعة البريطانية بالقارة القطبية الجنوبية) |